# Thirty Meter Telescope
Il Thirty Meter Telescope (TMT) (Telescopio da trenta metri) è un telescopio in corso di progettazione che avrà un'apertura dello specchio principale di 30 metri. Sarà costruito sul monte Mauna Kea, nelle isole Hawaii, ad un'altitudine di 4.050 metri s.l.m.. Verrà costruito e gestito dalla TMT Observatory Corporation, una partnership tra il California Institute of Technology, la University of California e la Association of Canadian Universities for Research in Astronomy (ACURA).
Lo specchio principale sarà costituito da 492 segmenti esagonali, con un'area complessiva di 655 m². Come per tutti i telescopi di ultima generazione, farà uso di sofisticati sistemi di ottica adattiva, per ridurre al minimo gli effetti della turbolenza atmosferica. La forma e l'esatto posizionamento di ciascuno dei 492 segmenti saranno controllati per mezzo di sistemi computerizzati di ottica attiva. I dati di progetto prevedono di poter raggiungere una risoluzione angolare fino a dieci volte superiore quella del telescopio spaziale Hubble.
Il 31 ottobre 2016, il consiglio di amministrazione del TMT ha annunciato la possibile collocazione in un sito alternativo al Mauna Kea a La Palma, nelle Canarie a seguito delle ripetute manifestazioni dei locali che considerano sacra la montagna ed hanno ostacolato i lavori in sito più volte.
Nel settembre 2017, il consiglio territoriale delle Hawaii ha infine concesso, nel rispetto di diversi vincoli, il permesso di costruzione. I lavori sono però stati sospesi sino almeno all'estate 2021 a seguito di ripetute manifestazioni oppositrici promosse dalla popolazione locale.